# Zona d'alta pressió

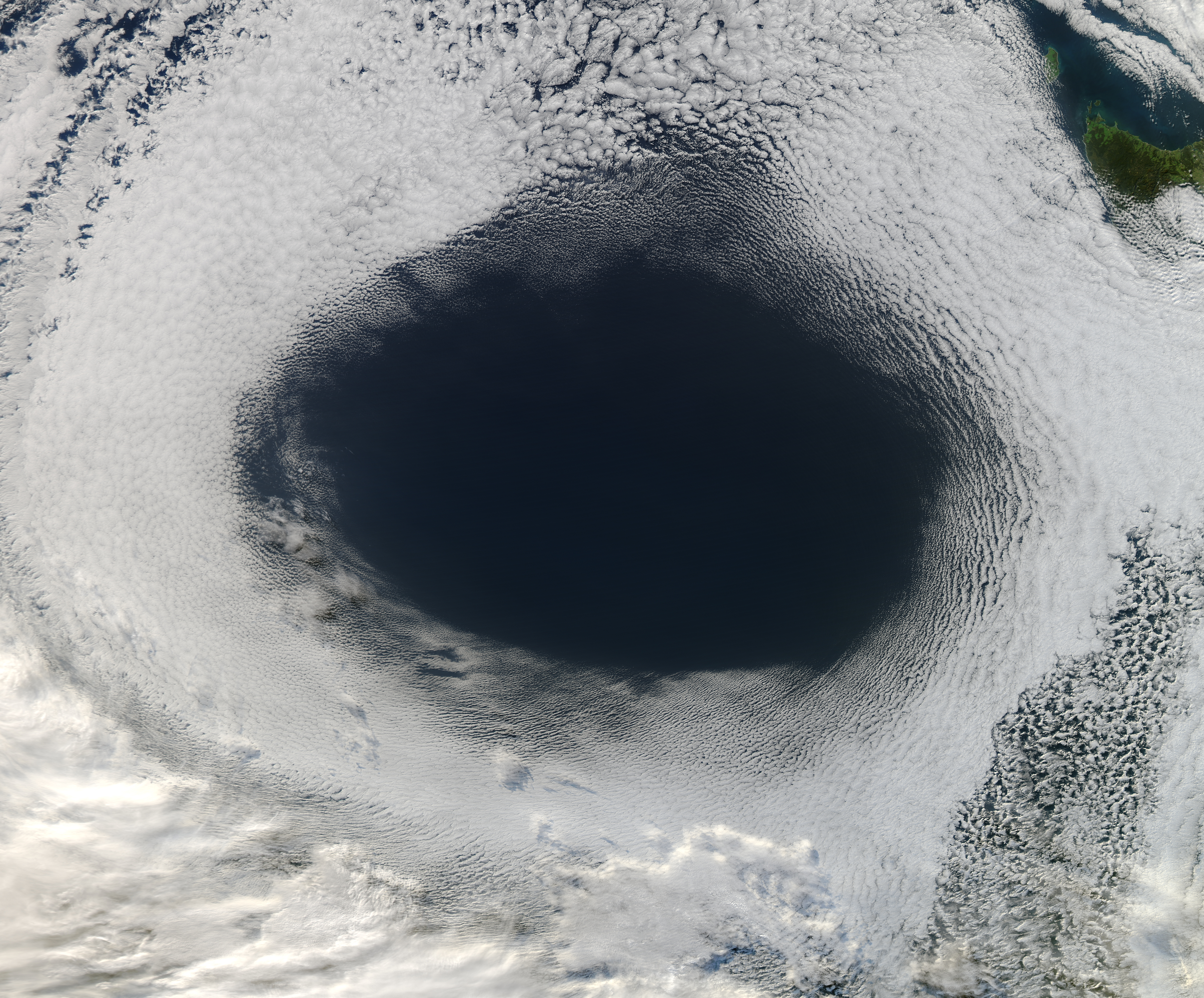
Una zona d'alta pressió inusualment ben definida al sud d'Austràlia. La zona fosca és el centre de l'alta pressió i també on el cel és clar.

Una zona d'alta pressió, una alta (en anglès:high) o regió anticiclònica és una regió on la pressió atmosfèrica a la superfície del planeta és més alta que la de l'ambient que l'envolta. Els vents dins aquestes zones d'altes pressions bufen cap enfora degut a la densitat més alta de l'aire prop del seu centre i la fricció amb la terra. Degut a l'efecte Coriolis, els vents flueixen en sentit horari a l'Hemisferi Nord i en sentit antihorari a l'Hemisferi Sud. El sistema meteorològic que en resulta s'anomena anticicló. En general, les zones d'alta pressió estan associades amb aire més fred i més sec i també amb els cels clars per la seva formació dins de zones de subsidència o zones d'aire descendent a gran escala. Les zones de més alta pressió estan associades amb masses d'aire àrtic durant l'hivern. La zona d'alta pressió associada amb la branca descendent de la cèl·lula de Hadley, coneguda com l'alta subtropical dirigeix ones tropicals i ciclons tropicals a través dels oceans i és més forta durant l'estiu.

## Formació

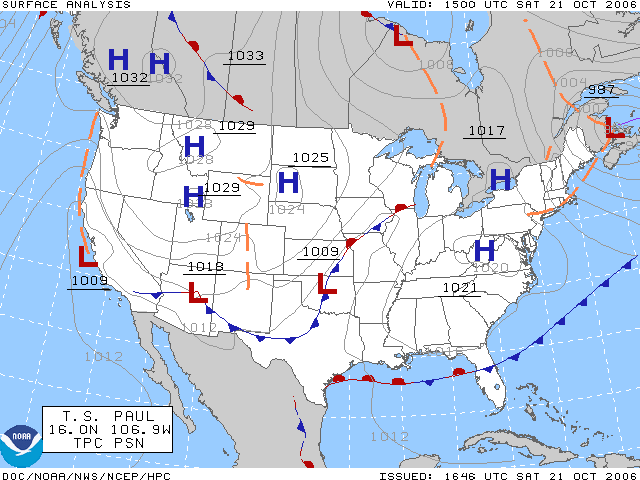
Mapa meteorològic dels Estats Units del 21 d'octubre de 2006.

Els sistemes d'altes pressions es formen degut al moviment descendent a través de la troposfera, la capa de l'atmosfera terrestre on hi ha els canvis meteorològics. Els sistemes d'altes pressions s'anomenen de manera alternativa anticiclons. En els mapes en angès els sistemes o anticiclons es denoten amb una lletra H (de High,'Alt'), posada dins les isòbares amb el valor de la pressió més alta.

## En climatologia

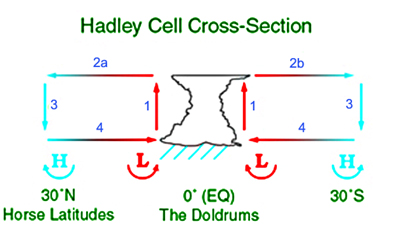
La cèl·lula Hadley transporta calor i humitat des dels tròpics cap les latituds mitjanes nord i sud.

En termes de la climatologia, les altes pressions es formen a les latituds del cavall (horse latitudes), o la zona tòrrida, entre les latituds de 20 i 40 graus des de l'equador, com a resultat que l'aire va ascendir a l'equador. A mesura que l'aire s'aixeca es refreda, perdent humitat; es transporta cap als pols on davalla creant la zona d'alta pressió. La cresta subtropical és un sistema d'alta pressió càlid i, per tant, s'enforteix amb l'increment d'altitud. Molts dels deserts del món s'han creat per aquests sistemes d'altes pressions.
Algunes zones d'altes pressions climatològiques tenen noms basats en les seves regions com per exemple l'Anticicló Siberià que és molt estacionari. Els vents superficials que s'acceleren cap avall en les valls formen el monsó d'hivern. La influència de la zona d'altes pressions de l'Anticicló de les Açores també conegut, a Amèrica, com Bermuda High, porta fora bon temps sobre gran part de la zona de l'Oceà Atlàntic i onades de calor a mitjans i finals d'estiu a Europa occidental. Al llarg de la seva perifèria sud la circulació horària impulsa ones de l'est i ciclons tropicals a través de l'oceà cap a masses de terra a la part oest de la conques oceàniques durant l'estació dels huracans. La pressió atmosfèrica més alta mai enregistrada va ser de 1085,7 hectopascal mesurada a Tonsontsengel, Mongòlia el 19 de desembre de 2001.

## Connexió amb el vent
El vent flueix de zones d'alta pressió cap a zones de baixa pressió. Això es deu a les diferències de densitat entre dues masses d'aire. Els sistemes d'altes pressions més forts contenen l'aire més fred i més sec i més dens. Com més forta sigui la diferència de pressió entre els sistemes d'altes pressions, més fort serà el vent.